# Лобковое (Васильевский район)
Лобковое (укр. Лобкове) — село в Степногорской поселковой общине Васильевского района Запорожской области Украины.

## Население
Население составляет 14 человек. Население по 2001 года составляло 99 человек. Почтовый индекс — 71621. Телефонный код — 06175.

## Географическое положение
Село Лобковое находится на правом берегу реки Янчекрак,
ниже по течению на расстоянии в 1,5 км расположено село Каменское.
Рядом проходит автомобильная дорога Т-0812.

## История
Село основано в 1892 году. В 1942 году село обозначено на карте РККА.
12 июня 2020 года, в ходе децентрализации, село вошло в состав Степногорской поселковой общины. До этого органом местного самоуправления был Пятихатский сельский совет.
С начала российского вторжения в Украину село было захвачено российскими войска. 11 июня 2023 года Вооруженные силы Украины освободили село. По сообщению главы Степногорской поселковой общины Ирины Кондратюк, в селе местных жителей не осталось после захвата российскими войсками. До российского вторжения в селе проживало около 70 жителей, и они почти все уехали во время оккупации. К 2 апреля 2025 года село было захвачено Вооружёнными силами РФ.